# 周昕
周昕（2世纪—196年），字泰明，会稽人，东汉末年三国时期人物。官至丹陽太守。周昂、周㬂之兄。

## 生平
周昕年少时曾游京师，师事于太傅陈蕃，博览群书，擅長占卜及預測災事，后来被任命为丹阳太守。曹操起兵讨伐董卓时，他先后派了一万多人相助。而另一个割据诸侯袁术虽在淮南一带，周昕却厌恶他的淫虐，坚决不与他来往。
袁绍曾经想乘孙坚进攻董卓时，欲指派周昕接掌他在豫州的势力，但被袁术击退。
袁术派遣孙坚的妻弟吴景讨伐周昕但没能攻克，對此吴景宣布百姓有敢跟随周昕的話一律是死罪不赦，周昕听闻后说：“就算是我的不是，百姓们又有什么罪？”于是遣散了自己的兵马，返回了会稽。
孙坚死后，其子孙策带兵渡江，进攻吴郡刘繇和会稽太守王朗等江东割据势力；王朗派遣周昕领兵迎战孙策，被孙策击败，周昕被杀。